# Steginoporella tubulosa
Steginoporella tubulosa är en mossdjursart som beskrevs av Harmer 1900. Steginoporella tubulosa ingår i släktet Steginoporella och familjen Steginoporellidae. Inga underarter finns listade i Catalogue of Life.